# Судомоделизм

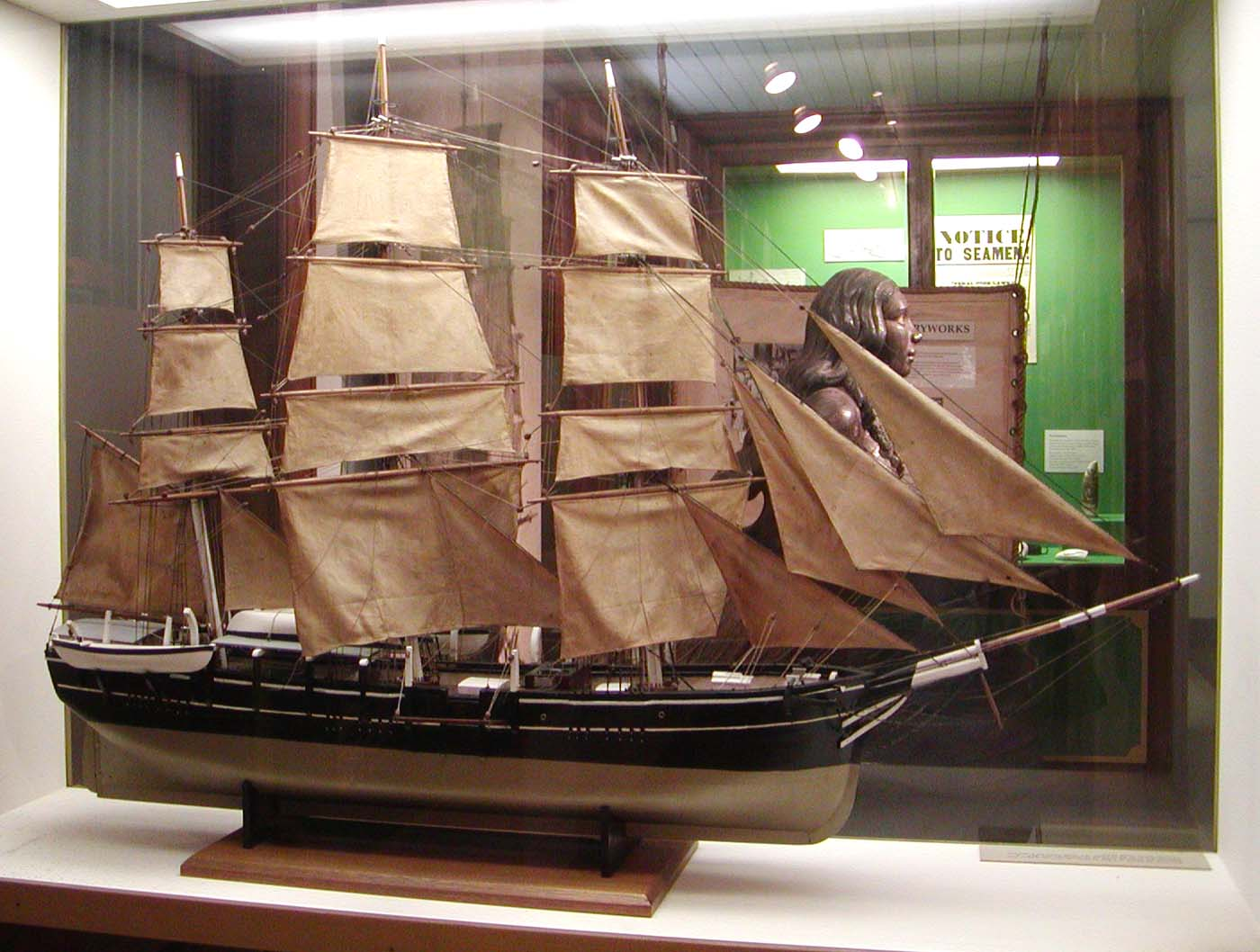
Модель судна XIX века в музее Бишоп, Гавайи

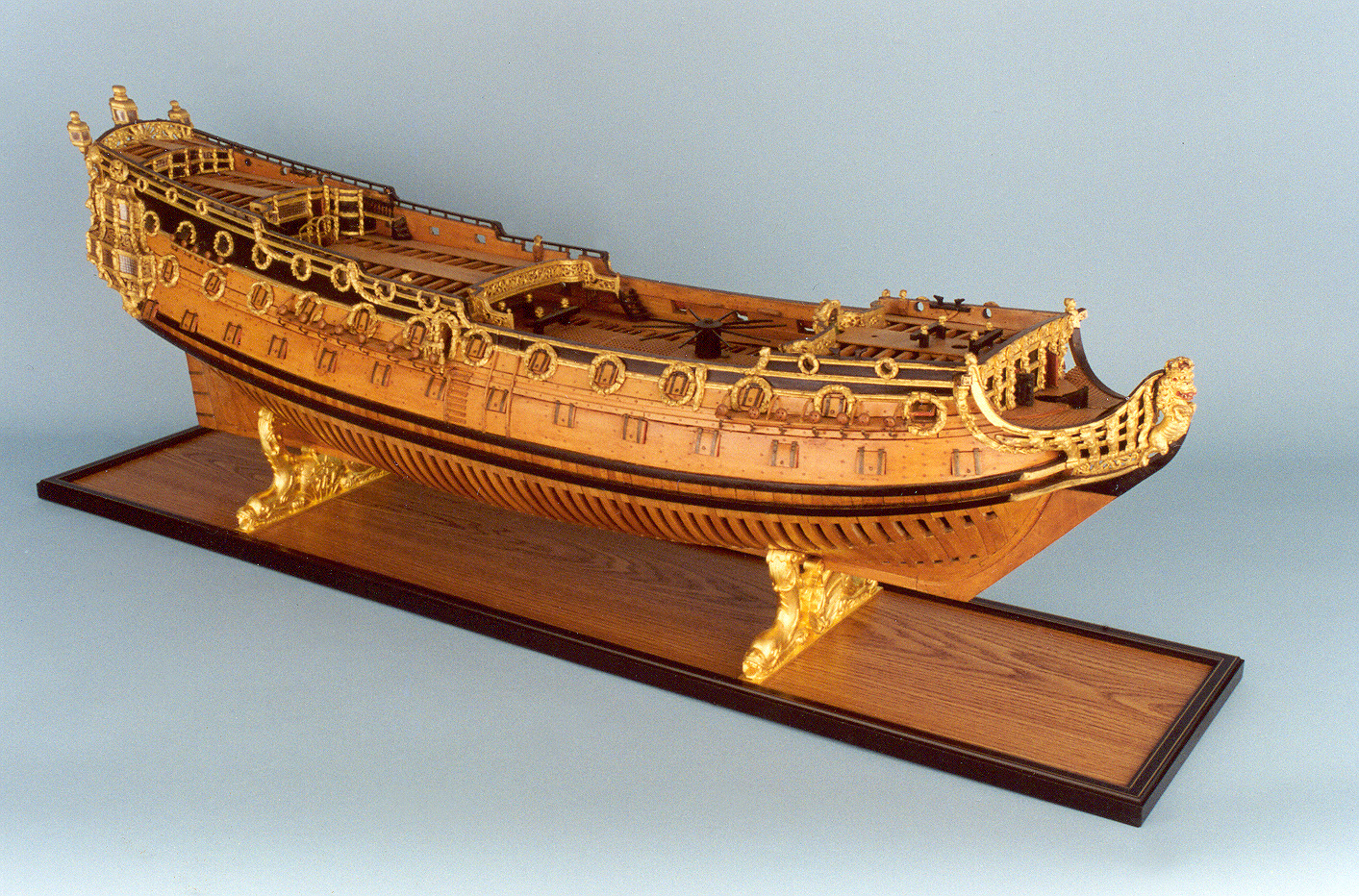
Адмиралтейская модель

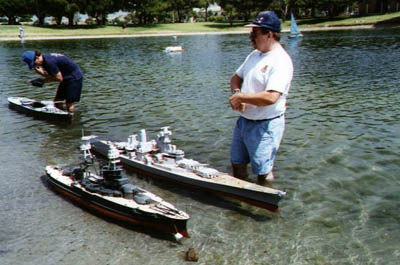
Действующие модели в пруду

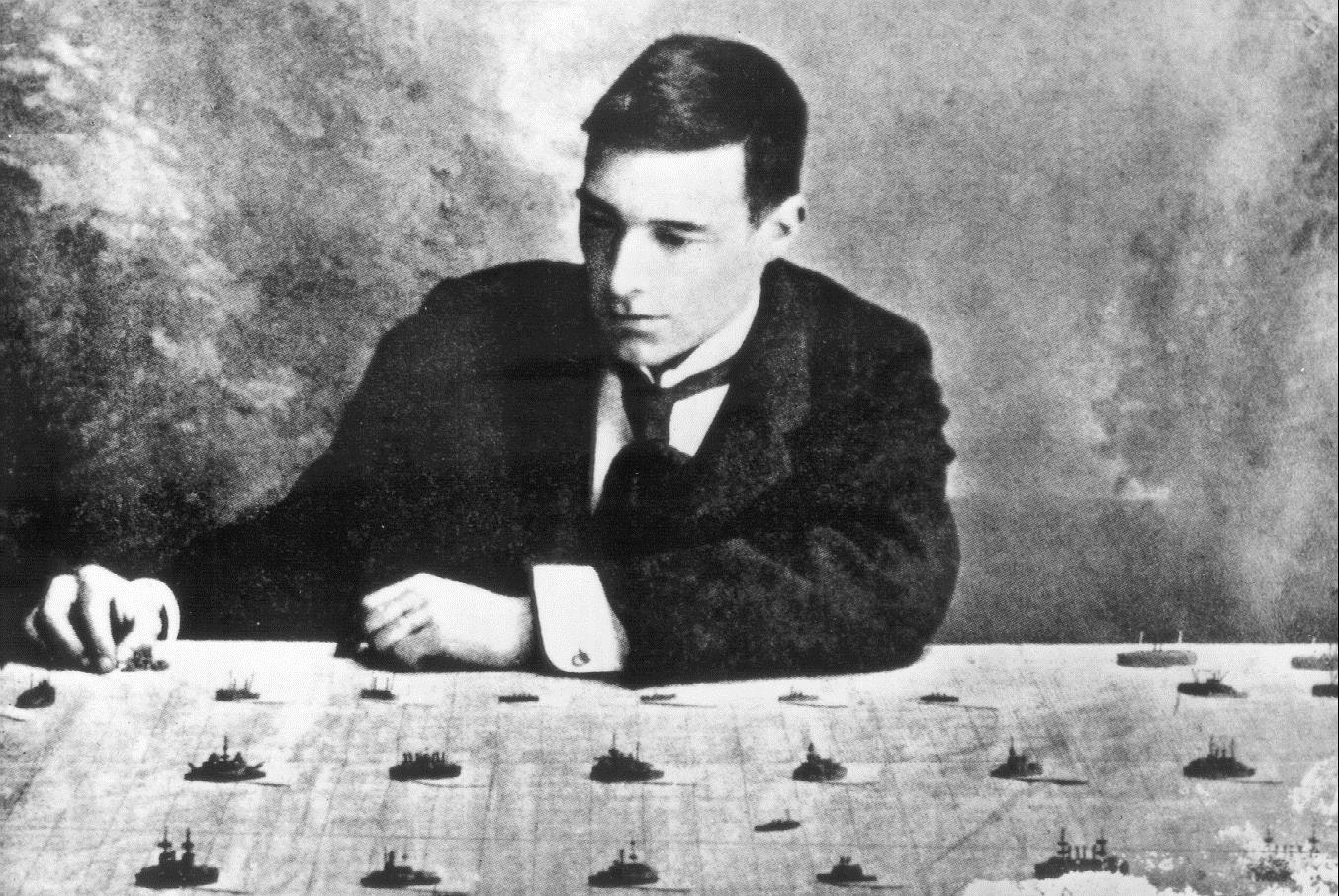
Фред Т. Джейн со своими «ватерлайн» моделями кораблей

Судомодели́зм — вид технического творчества, построение моделей судов. Судомоделизм хорошо развит во всём мире.
Эксклюзивные модели, копии исторических судов, изготавливают из ценных пород дерева (ореха, красного дерева). Детали оформления таких парусников, их паруса создаются вручную. Соблюдается максимальная точность, чтобы модель была приближена к своему реальному прототипу. Такелаж моделей парусников повторяет оснастку настоящих кораблей.
Многие модели парусников являются произведениями искусства, и ценны не только из-за своей красоты, но и из-за использованного материала.

## История
Создание моделей судов — это очень древнее искусство. На стоянках первобытного человека археологи находили модели примитивных лодок — детские игрушки. Модели судов также имели культовое значение. Их клали в могилу, надеясь, что это облегчит умершему переход в другой мир. В Месопотамии и в Долине Царей были найдены золотые и серебряные модели судов. В Западной Европе в приморских городах модель корабля часто становилась вотивным предметом, который жертвовали храму с молитвой о его сохранении в плавании или в благодарность о его спасении (начиная со средневековья до наших дней).
С развитием кораблестроительной культуры (в первую очередь в Великобритании), в кораблестроении сложилась практика так называемых «адмиралтейских моделей», точно передающих внутренний набор корпуса, расположение портов, палуб, платформ, бархоутов и других элементов корпуса. Эту модель строил сам судостроитель, как образец для последующей постройки корпуса судна. С этой целью для моделей выбирался дюймовый масштаб — от одного дюйма модели на один фут строящегося судна (модель масштаба «одной первой») (1:12 в метрической системе), через модель масштаба одной четвертой — четверть дюйма модели на фут судна (1:48 в метрической системе), до модели масштаба «одной восьмой» (1:96 в метрической системе). После постройки судна, модель передавалась в Адмиралтейство, для использования её в постройке серии одинаковых судов, или для хранения. Благодаря этому, сохранилось большое количество моделей кораблей и судов 17-19 веков, а масштабы 1:32, 1:48, 1:96 по-прежнему традиционно используется для моделей парусных кораблей.
В СССР судомоделизм был как в профессиональном спорте, так и широко развит среди школьников. В каждой республике проходили летом республиканские соревнования, победители приглашались на всесоюзные соревнования. Первые всесоюзные  соревнования  среди школьников проходили в Таджикской ССР недалеко от столицы г. Душанбе в 1975 году. Вторые всесоюзные соревнования школьников проходили в городе Винница Украинской ССР в 1976 году.

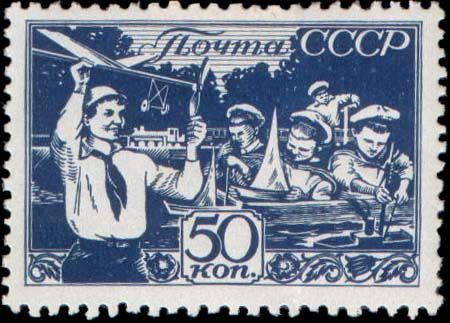
Почта СССР, 1938 г.

В соревнованиях участвовали следующие категории моделей:                                                                                                                                                                   
1. модели с резиновым двигателем надводные;
2. модели с резиновым двигателем подводные;
3. модели с электрическим двигателем гражданские;
4. модели с электрическим двигателем военные;
5. модели с электрическим двигателем подводные:
6. кордовые модели с двигателем внутреннего сгорания;
7. яхты;
8. радиоуправляемые модели.                                                                                                                                                                       Модели оценивались по результатам стендовых испытаний и по ходовым испытаниям на воде.

## Современное состояние
С развитием моделизма и распространением метрической системы, значительное распространение получили метрические масштабы, такие как 1:25, 1:50, 1:100, 1:200, 1:400 и так далее, вплоть до масштабов 1:1250 и более мелких, объединенных названием «микромодели». Развитие пластикового моделизма принесло распространение масштабам 1:144, 1:350, 1:700. Кроме того, зачастую, модель, предназначенная для использования в диораме, выполняется в масштабе авиа-, авто- либо БТТ-моделизма (1:25, 1:35, 1:72 и так далее).
Значительной частью современного судомоделизма является судомодельный спорт. С одной стороны, атмосфера состязательности стимулирует судомоделистов на самосовершенствование и достижение новых высот в качестве моделей и их сложности. С другой стороны, современный судомоделизм гораздо шире и разнообразнее, чем это диктуют правила международной организации судомоделизма и судомодельного спорта NAVIGA
Исторически распространённым масштабом в моделях кораблей, являлся 1:1250 (или же 1:1200). Основоположником этого направления в моделизме можно считать Фредерика Т. Джейна, создателя и автора справочника по боевым кораблям мира, использующего модели «до ватерлинии» для стратегических игр. Первые модели в этом масштабе появились в свободной продаже в начале XX века. Это были модели фирм «Bassett-Lowke», «Wiking-modelle». Кроме коллекционных и развлекательных применений, эти модели использовались при морских военно-образовательных учреждениях, в работе над планированием и изучением морских операций, как наглядное пособие. Эта практика была распространена вплоть до Второй мировой войны включительно, в Великобритании и Германии. На сегодняшний день самой большой коллекцией этих миниатюр по праву считается коллекция Питера Тамма (сейчас входящая в состав коллекции Internationales Maritimes Museum Hamburg), насчитывающая 36 тысяч моделей.'
В России коллекция моделей собрана в Центральном военно-морском музее и Музее морского флота.

### Радиоуправляемые модели
Радиоуправляемой судомоделью называется модель судна или корабля с аппаратурой управления на борту, в которую входят командный приёмник и так называемые рулевые машинки – вспомогательные электродвигатели в сборе с редукторами и с готовой обратной связью. На выходе рулевые машинки могут иметь как рейки, перемещающиеся вдоль себя, так и поворотные рычаги («качалки»). Обычно рулевые машинки используются для всего подряд от поворота рулей до переключения самостоятельно собираемых из так называемых микриков устройств, управляющих основными двигателями модели путём их коммутации. В одном положении рулевой машинки к двигателям подключается в прямой полярности вся аккумуляторная батарея, они получают полное напряжение питания, от этого их роторы вращаются с максимальной при данной нагрузке частотой. Это положение полного переднего хода. В другом положении к двигателям подключается лишь половина батареи в той же полярности, что приводит к снижению частоты вращения роторов. В третьем положении двигатели вообще отключаются от аккумуляторов, в результате чего модель ложится в дрейф. В четвёртом положении вся батарея или её часть подключается к двигателям в обратной полярности, что приводит к вращению роторов в обратную сторону. Это задний ход. Иногда делаются два задних хода: полный и средний. Если на модели установлены двигатели внутреннего сгорания, то одна из машинок может регулировать подачу топлива. На соревнованиях с такими моделями есть так называемый ход – этап, на котором модели должны, двигаясь по воде, пройти некоторую дистанцию, более сложную, чем у так называемых самоходок. При этом модели приходится поворачивать, а моделист, держа в руках передатчик и вводя в него команды для модели, управляет моделью во время прохождения дистанции. На прохождение дистанции в любом случае отводится предусмотренное правилами класса время. Если модель скоростная, то она должна за отведённое время пройти дистанцию максимальное количество раз подряд. Остальные модели проходят дистанцию один раз за попытку, задача же – пройти дистанцию точно. На дистанции в этом случае есть ворота. Каждые ворота обозначаются парой рядом расположенных буёв. Чтоб ворота засчитали, модель должна пройти между буями, не пересекая после попытки прохождения предыдущих ворот створ данных ворот (линию, проведённую через их буи) вне самих ворот. Причём, если модель коснётся одного из буёв, то часть цены ворот снимается. В дистанции некоторых классов входит так называемая швартовка в доке, ширина которого определяется по формуле, в которую подставляется ширина корпуса модели. В общем случае формулы могут различаться для разных классов. Швартовка модели – это заход в док без касания и остановка в нём только двигателями с последующим их выключением, но без закрепления модели с помощью причальных приспособлений, после чего моделист должен показать, что больше не управляет моделью, убрав руки с передатчика, но не выключая его. Судьи же смотрят, действительно ли модель остановлена. При касании носом швартовка не засчитывается. При одном касании бортом снимается половина цены дока. При двух и более касаниях одним или обоими бортами швартовка не засчитывается. Многокомандная модель вместо прохождения стандартной дистанции должна выполнить некие действия, например, имитировать стрельбу по целям. Причём, многокомандными считаются модели, выполняющие команды, не относящиеся к движению самой модели (включая изменение направление движения). Например, раздрай (одновременное включение переднего хода части двигателей и заднего хода другой части двигателей) и включение подруливающего устройства (гребного винта в специальном поперечном канале на носу) могут быть отдельными командами, тогда их вместе с управлением рулями и однообразным управлением всеми двигателями набирается уже четыре, но модель от этого не становится многокомандной, а если ни раздрай, ни подруливающее устройство не делать вообще, но реализовать раздельные команды бомбометания левым и правым бомбосбрасывателями, то при том же общем количестве команд модель уже будет многокомандной.
см. Радиоуправление, Радиоуправляемая модель